# Sophie Alberti

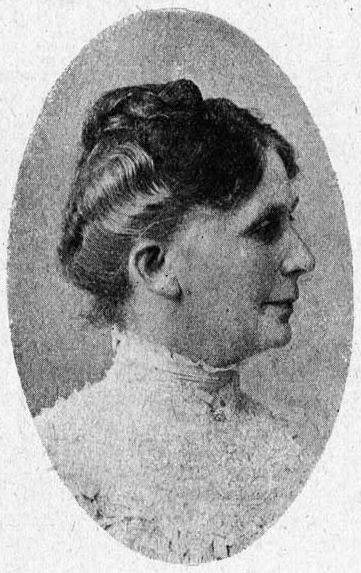
Sophie Alberti

Mathilde Elise Sophie Alberti (19 de setembro de 1846 - 17 de junho de 1947) foi uma pioneira ativista dinamarquesa pelos direitos das mulheres e um dos principais membros da Kvindelig Læseforening (Associação de Mulheres Leitoras), aumentando o número de membros para 4.600 em 1919.

## Biografia
Alberti nasceu em 19 de setembro de 1846 em Copenhague, filha do procurador da Suprema Corte e político de Venstre, Carl Christian Alberti (1814 a 1890) e de Albertine Sophie Frederikke Westergaard (1814 a 1901). Ela era a mais velha de quatro filhos, seu irmão Peter Adler Alberti ganhando destaque como o instigador do escândalo de 1908 em Alberti.
Apegada aos pais, ela permaneceu na casa da família até a morte deles. Quando ela tinha apenas 16 anos, eles permitiram que ela fosse a Paris em uma viagem de estudos com sua amiga Tagea Rovsing. As duas eram ativas na promoção do direito da mulher de estudar e acompanharam os debates parlamentares sobre os direitos das donas de casa a uma renda. Depois que a Associação de Mulheres Leitoras foi estabelecida por Rovsing e Sophie Petersen em 1872, Alberti se tornou um membro ativo dois anos depois.